# Edvard af Brunér
Edvard Jonas Wilhelm af Brunér, född 30 oktober 1816 i Borgå, död 1 september 1871 i Helsingfors, var en finländsk filolog.

## Biografi
Edvard af Brunér föddes som son till lagmannen Jonas af Brunér och Sara Christina Franzén. Han gifte sig med Augusta Helena Wilhelmia Nymander.

## Akademisk karriär
Edvard af Brunér blev 1832 student, 1840 docent i romerska litteraturen och 1851 professor i samma ämne. Han tjänstgjorde även som adjunkt i grekisk och romersk litteratur år 1848 och utnämndes senare till dekanus för den historisk-filologiska fakulteten. Han var inspektor för Nylands nation1868–1871. Han innehade även titeln kansliråd och var ordförande för Finska Vetenskaps-Societeten åren 1861–1862.

## Vetenskapliga bidrag
Brunér utmärkte sig med sina översättningar av latinska arbeten och som vetenskaplig författare förvärvade han ett aktat namn genom sina akademiska disputationer och flera i "Acta societatis scientiarum fennicæ" publicerade avhandlingar. Han är även författare till en i flera upplagor utgiven latinsk elementargrammatika, som länge lästes vid Finlands offentliga läroverk.

### Publikationer[3]
- De carmine didascalico Romanorum (1840)
- De gerundio adjectivo sermonis latini commentatio (1842-1843)
- Censura sententiarum de fide et causis narrationis, qua colonia Trojana in Latium venisse traditur, allatarum (1847)
- De penatibus Laviniesibus ac Jove indigete (1848)
- De itacismo aeolico linguae Iatinae (1849)
- Latinsk grammatik för begynnare (1853)
- Latinsk grammatik för skolor och gymnasier (1853)
- De aspiratione labiali linguae Latinae (1855)
- Latinsk elementargrammatik (1855, ny upplaga 1863)
- Lefnadsteckning öfver Henrik Hassel (1856)
- Oratio quam accepto nuper ab Augustissimis Principibus Alexandro II et Maria diademate Imperatorio nomine Universitatis die 20 sept. 1856 dixit (1856)
- De parricidii crimine et quaestoribus parricidii (1857)
- Ad rem librariam Graecorum et Romanorum pertinentia quaedam (1859)
- Inbjudningsskrift till de Magister- och Doktorsproinotioner, hvilka af historisk-filologiska fakulteten Kejserliga Alexander-Unisersitet i Finland komma att anställas den 31 maj 1860 (1860)
- De ordine et temporibus carminum C. Valerii Catulli (1861)
- Svenskt fägnetal vid Universitetets fest den 10 dec. 1866 med anledning af H.K.H. Storfursten, Thronföljarens och Dess gemåls förmälning (1866)
- Quaestiones Terentianae (1868)

## Utmärkelser
- Sankt Annas orden, tredje klass,  1856[2]
- Sankt Stanislausorden, andra klassen,  1863[2]

[Redigera Wikidata]